# Провулок Ігоря Качуровського
Прову́лок І́горя Качуро́вського — провулок у Дарницькому районі міста Києва, місцевість Нова Дарниця. Пролягає від Бориспільської до Тростянецької вулиці.
Прилучаються Юрія Литвинського і Волго-Донська вулиці.

## Історія
Провулок виник у 1-й половині XX століття під назвою 643-тя Нова вулиця. 
З 1953 року — провулок Руднєва. У довідниках «Вулиці Києва» 1975 і 1995 років було помилково вказано, що провулок названо на честь Семена Руднєва.  Уточнена назва на честь Миколи Руднєва — з 1974 року.
Сучасна назва на честь українського поета, прозаїка, перекладача, літературознавця, радіожурналіста Ігоря Качуровського — з 2016 року.